# Inmunoglobulina contra la varicela zoster

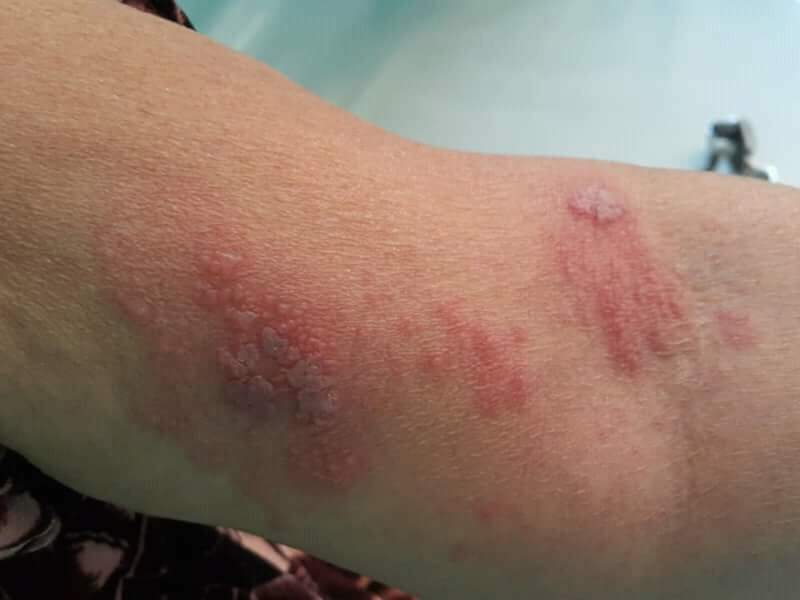
Imagen del effecto del virus varicela zoster en la extremidad de una persona

La inmunoglobulina contra la varicela zoster ( VZIG, VarIg ), vendida bajo la marca VariZIG, es un medicamento que se usa después de ser expuesto al virus de la varicela zoster ( varicela o herpes zóster ) en personas con alto riesgo de contraer la enfermedad. Aquellos en alto riesgo incluyen aquellos que no tienen inmunidad, que están embarazadas o inmunocomprometidos . El medicamento se administra mediante inyección en un músculo.
Los efectos secundarios comunes incluyen dolor en el lugar de la inyección, dolor de cabeza, sarpullido y náuseas. Otros efectos secundarios pueden incluir presión arterial baja, fiebre y reacciones alérgicas . Se requiere cuidado en aquellas personas con deficiencia de IgA . Es una inmunoglobulina, específicamente una gammaglobulina, hecha de la sangre de personas con altas cantidades de anticuerpos contra el VVZ.
La inmunoglobulina contra la varicela zoster ha estado disponible en los Estados Unidos desde 1978.
En los Estados Unidos cuesta alrededor de 2000 USD por 125 UI a partir de 2021.
En el Reino Unido, una dosis para un adulto le cuesta al NHS £ 2400.